# Stadion Sóstói
O Stadion Sóstói é um estádio multi-esportivo localizado em Székesfehérvár, Hungria. Ele é mais usado para partidas de futebol, sendo a casa do FC Fehérvár. Possui capacidade para 14 201 pessoas.